# Forat Negre (Herba-savina)
El Forat Negre és una cavitat al terme de Conca de Dalt, al Pallars Jussà, dins de l'antic terme d'Hortoneda de la Conca, en territori de l'antic poble d'Herba-savina. Està situada a la paret de la Serra de Pessonada al nord-oest d'Herba-savina, a prop i a llevant de l'Espluga del Madaleno i a ponent de l'Espluga del Canalot i de La Tuta (Herba-savina)la Tuta.